# Texanna
Texanna és una concentració de població designada pel cens dels Estats Units a l'estat d'Oklahoma. Segons el cens del 2000 tenia 2.083 habitants.

## Demografia
Segons el cens del 2000, Texanna tenia 2.083 habitants, 928 habitatges, i 668 famílies. La densitat de població era de 20,1 habitants per km².
Dels 928 habitatges en un 20,7% hi vivien nens de menys de 18 anys, en un 60,1% hi vivien parelles casades, en un 8,2% dones solteres, i en un 28% no eren unitats familiars. En el 25,5% dels habitatges hi vivien persones soles el 13,6% de les quals corresponia a persones de 65 anys o més que vivien soles. El nombre mitjà de persones vivint en cada habitatge era de 2,24 i el nombre mitjà de persones que vivien en cada família era de 2,65.
Per edats la població es repartia de la següent manera: un 19,3% tenia menys de 18 anys, un 4,8% entre 18 i 24, un 20,4% entre 25 i 44, un 30,6% de 45 a 60 i un 25% 65 anys o més.
L'edat mediana era de 49 anys. Per cada 100 dones de 18 o més anys hi havia 95,7 homes.
La renda mediana per habitatge era de 27.653 $ i la renda mediana per família de 31.314 $. Els homes tenien una renda mediana de 30.494 $ mentre que les dones 15.875 $. La renda per capita de la població era de 17.433 $. Entorn de l'11,4% de les famílies i el 14,5% de la població estaven per davall del llindar de pobresa.

## Poblacions més properes
El següent diagrama mostra les poblacions més properes.